# Liste der denkmalgeschützten Objekte in St. Pankraz (Oberösterreich)
Die Liste der denkmalgeschützten Objekte in St. Pankraz enthält die 4 denkmalgeschützten, unbeweglichen Objekte der Gemeinde St. Pankraz im Bezirk Kirchdorf (Oberösterreich).

## Denkmäler
| Foto |                 | Denkmal                                                                           | Standort                                      | Beschreibung | Metadaten |
| ---- | --------------- | --------------------------------------------------------------------------------- | --------------------------------------------- | --- | --- |
| ja   | Datei hochladen | Pfarrhof und Gemeindeamt HERIS-ID: 52585 Objekt-ID: 59795                         | St. Pankraz 1 Standort KG: St. Pankraz        | Der Pfarrhof von St. Pankraz wurde in den Jahren 1751 bis 1757 errichtet. Er ist ein weitgehend unverändertes Bauwerk des Barock mit original erhaltenen Kreuzstockfenstern, Eisengittern, alten Schiffböden, sowie barocken und biedermeierlichen Türen. | BDA-Hist.: Q38052701 Status: § 2a Stand der BDA-Liste: 2025-06-30 Name: Pfarrhof und Gemeindeamt GstNr.: .1 Pfarrhof St. Pankraz, Upper Austria                                             |
| ja   | Datei hochladen | Ehem. Mesnerhaus HERIS-ID: 74144 Objekt-ID: 87540                                 | St. Pankraz 3 Standort KG: St. Pankraz        | | BDA-Hist.: Q38134144 Status: § 2a Stand der BDA-Liste: 2025-06-30 Name: Ehem. Mesnerhaus GstNr.: .3/1                                                                                       |
| ja   | Datei hochladen | Kath. Pfarrkirche hl. Pankraz und ehem. Friedhof HERIS-ID: 52586 Objekt-ID: 59796 | bei St. Pankraz 3 Standort KG: St. Pankraz    | → Hauptartikel : Pfarrkirche St. Pankraz (Oberösterreich) f1 | BDA-Hist.: Q21856581 Status: § 2a Stand der BDA-Liste: 2025-06-30 Name: Kath. Pfarrkirche hl. Pankraz und ehem. Friedhof GstNr.: .2, 31 Pfarrkirche hl. Pankraz, St. Pankraz, Upper Austria |
| ja   | Datei hochladen | Friedhof christlich HERIS-ID: 79590 Objekt-ID: 93283                              | neben St. Pankraz 66 Standort KG: St. Pankraz | Der Friedhof von St. Pankraz besitzt ein bemerkenswertes Tor aus Schmiedeeisen. Es wurde um 1770 möglicherweise in der Schmiede der Lindemayr in Spital am Pyhrn hergestellt. Das Tor wurde 1998 technisch saniert.                                       | BDA-Hist.: Q38171575 Status: § 2a Stand der BDA-Liste: 2025-06-30 Name: Friedhof christlich GstNr.: 26 Cemetery St. Pankraz, Upper Austria                                                  |